# Командний чемпіонат Європи із шахів 2005
15-й командний чемпіонат Європи із шахів, що проходив з 28 жовтня по 6 листопада 2005 року в м.Гетеборг (Швеція). Чемпіонат відбувався за швейцарською системою у 9 турів.
Переможцями турніру серед чоловіків стала збірна Нідерландів, серед жінок — збірна Польщі.

## Фаворити турніру

### Чоловіки

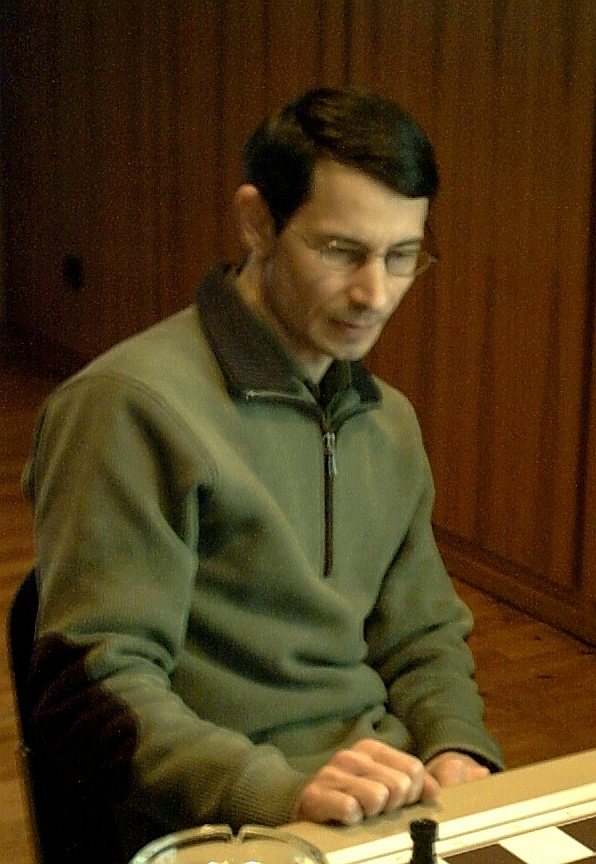
Александр Граф

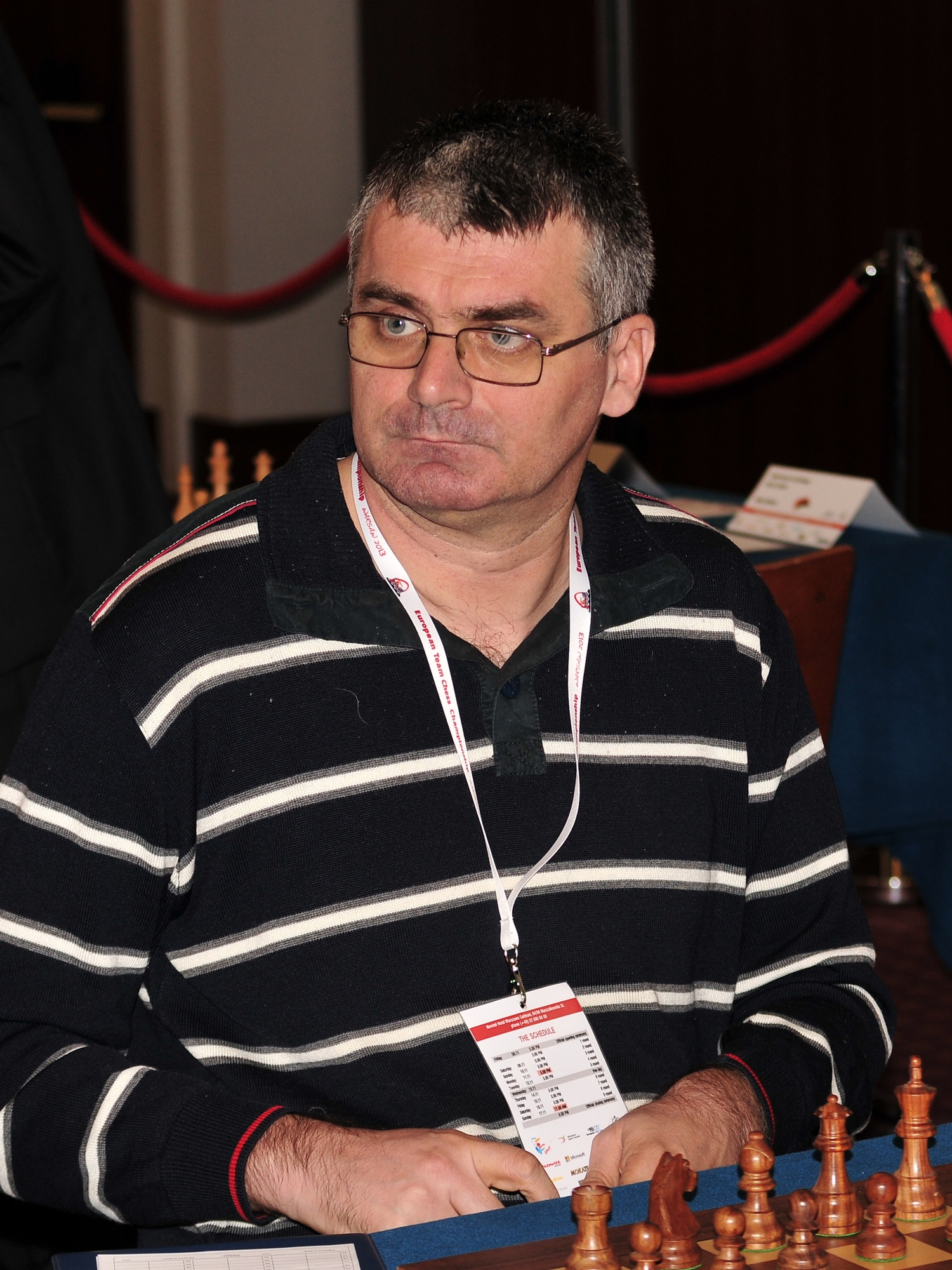
Младен Палац

| №  | Країна      | Середній рейтинг | 1-ша шахівниця              | 2-га шахівниця            | 3-тя шахівниця              | 4-та шахівниця                 | Резервна шахівниця          |
| -- | ----------- | ---------------- | --------------------------- | ------------------------- | --------------------------- | ------------------------------ | --------------------------- |
| 1  | Росія       | 2700             | Петро Свідлер (2738)        | Олексій Дрєєв (2698)      | Олександр Мотильов (2675)   | Євген Барєєв (2688)            | Артем Тимофєєв (2661)       |
| 2  | Ізраїль     | 2676             | Борис Гельфанд (2724)       | Еміль Сутовський (2674)   | Ілля Смірін (2652)          | Борис Аврух (2652)             | Сергій Еренбург (2595)      |
| 3  | Україна     | 2675             | Василь Іванчук (2752)       | Павло Ельянов (2639)      | Олександр Моїсеєнко (2664)  | Сергій Карякін (2645)          | Юрій Кузубов (2535)         |
| 4  | Вірменія    | 2668             | Володимир Акопян (2705)     | Левон Аронян (2724)       | Рафаель Ваганян (2614)      | Смбат Лпутян (2629)            | Ашот Анастасян (2595)       |
| 5  | Франція     | 2667             | Етьєн Бакро (2729)          | Жоель Лотьє (2672)        | Йосип Дорфман (2592)        | Лоран Фрессіне (2627)          | Крістіан Бауер (2641)       |
| 6  | Нідерланди  | 2662             | Люк ван Велі (2655)         | Іван Соколов (2691)       | Сергій Тівяков (2678)       | Ян Тімман (2625)               | Ерік Ван ден Дул (2587)     |
| 7  | Азербайджан | 2627             | Теймур Раджабов (2682)      | Шахріяр Мамед'яров (2646) | Вугар Гашимов (2594)        | Гадір Гусейнов (2585)          | Наміг Гулієв (2555)         |
| 8  | Румунія     | 2614             | Лівіу-Дітер Нісіпяну (2679) | Андрей Істрецеску (2624)  | Владислав Неведичний (2583) | Мірча-Еміліан Пирліграс (2571) | Константін Лупулеску (2542) |
| 9  | Чехія       | 2613             | Давид Навара (2663)         | Збінек Грачек (2591)      | Властіміл Бабула (2604)     | Іржі Шточек (2592)             | Ян Вотава (2542)            |
| 10 | Німеччина   | 2608             | Крістофер Лутц (2616)       | Ян Густафссон (2614)      | Александр Граф (2605)       | Рустем Даутов (2595)           | Леонід Кріц (2544)          |

### Жінки

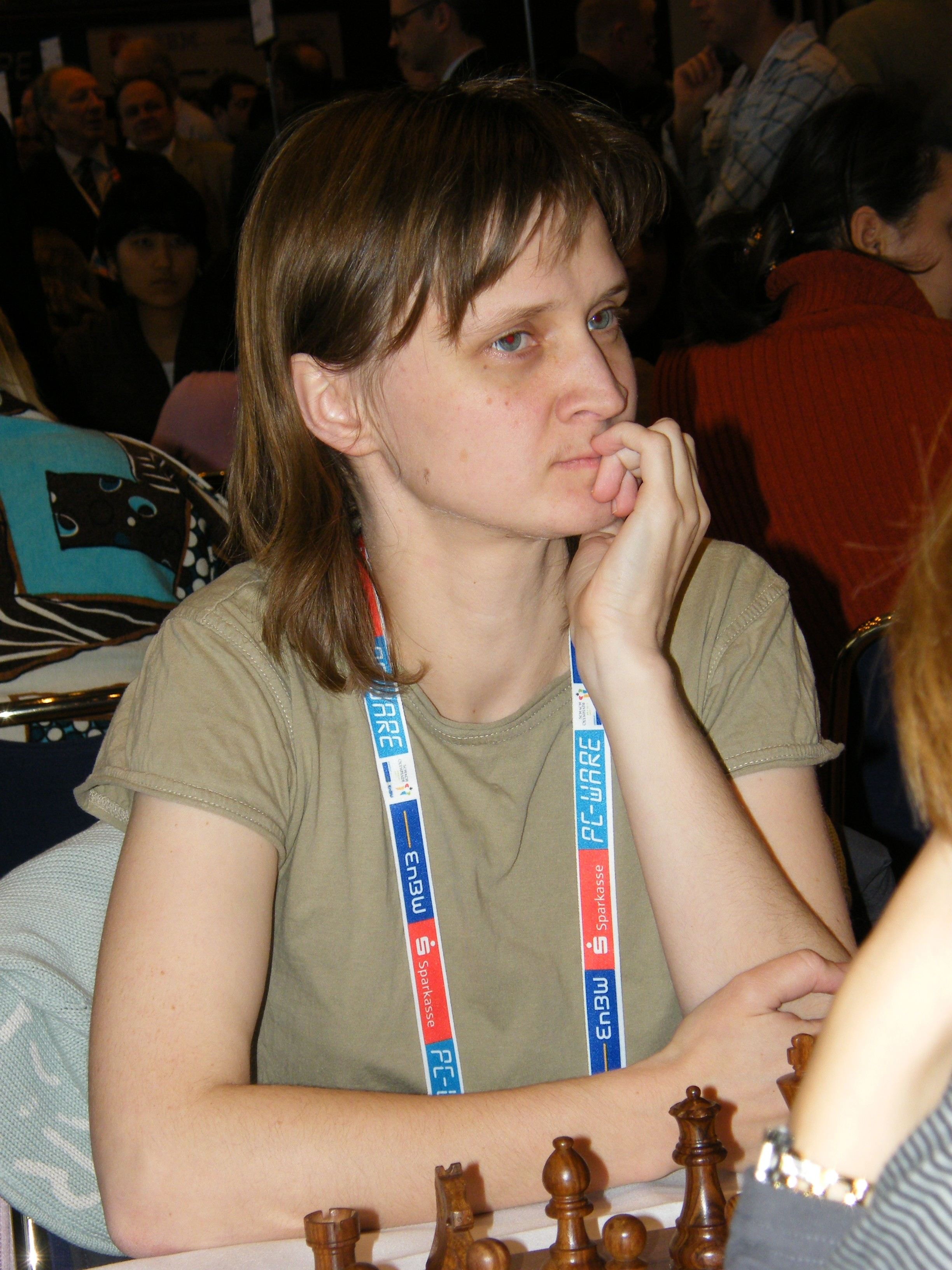
Дагне Чюкшіте

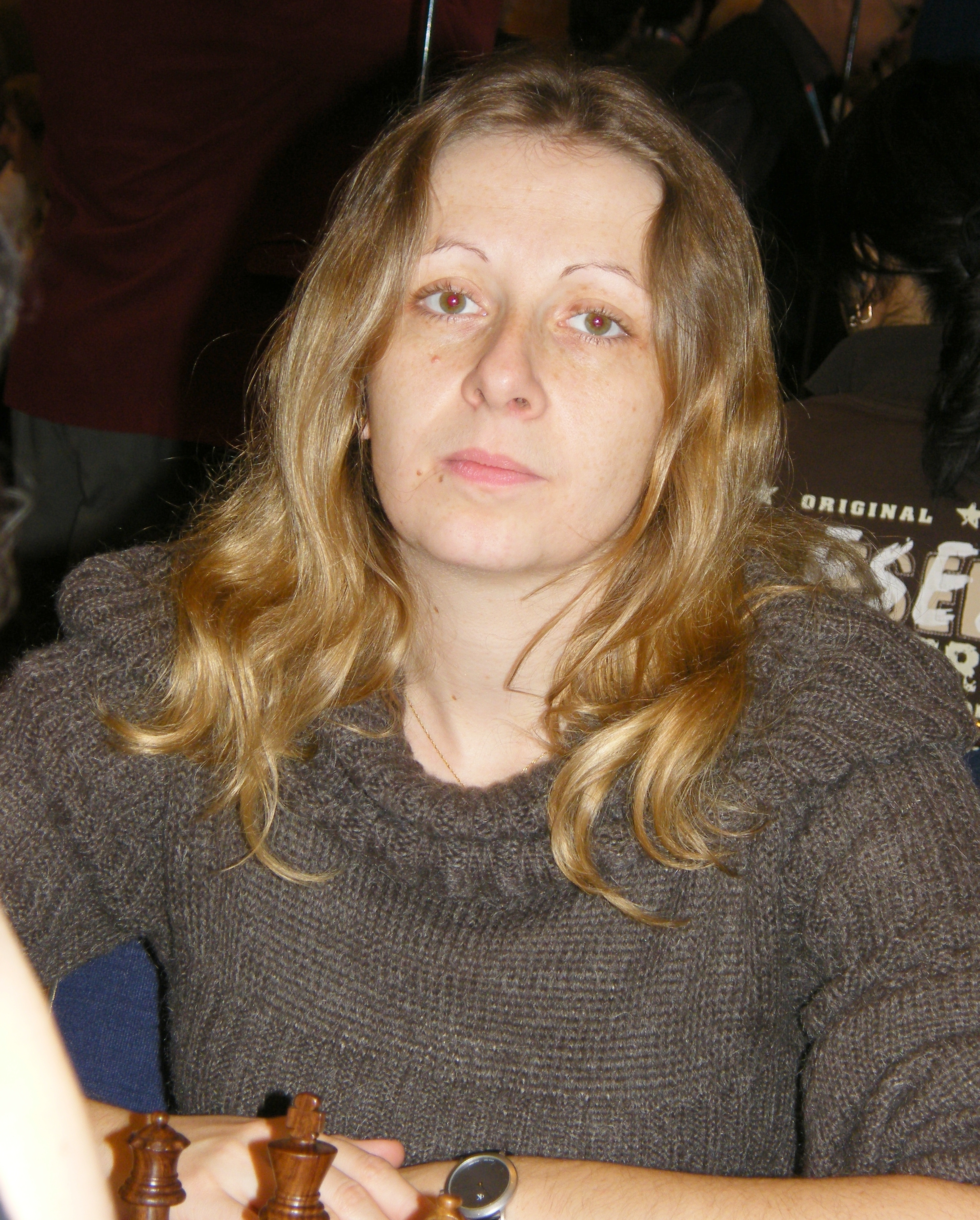
Моніка Соцко

| №  | Країна               | Середній рейтинг | 1-ша шахівниця             | 2-га шахівниця               | 3-тя шахівниця              | 4-та шахівниця             | Резервна шахівниця            |
| -- | -------------------- | ---------------- | -------------------------- | ---------------------------- | --------------------------- | -------------------------- | ----------------------------- |
| 1  | Росія                | 2489             | Олександра Костенюк (2516) | Надія Косинцева (2490)       | Катерина Ковалевська (2471) | Тетяна Косинцева (2477)    | Аліса Галлямова (2453)        |
| 2  | Грузія               | 2455             | Майя Чибурданідзе (2509)   | Ніно Хурцидзе (2449)         | Майя Ломінейшвілі (2420)    | Нана Дзагнідзе (2438)      | Кетеван Арахамія-Грант (2423) |
| 3  | Україна              | 2452             | Наталя Жукова (2478)       | Катерина Лагно (2498)        | Інна Гапоненко (2439)       | Анна Ушеніна (2389)        | Тетяна Василевич (2393)       |
| 4  | Польща               | 2431             | Івета Радзевич (2447)      | Моніка Соцко (2465)          | Йоланта Завадська (2402)    | Йоанна Двораковська (2401) | Марта Зелінська (2410)        |
| 5  | Угорщина             | 2383             | Ільдіко Мадл (2382)        | Сідонія Вайда (2392)         | Нора Медвегі (2387)         | Аніта Гара (2372)          | Ніколетта Лакос (2313)        |
| 6  | Сербія та Чорногорія | 2375             | Аліса Марич (2415)         | Наташа Бойкович (2386)       | Світлана Пруднікова (2370)  | Ірина Челушкіна (2330)     | Ана Бендерач (2289)           |
| 7  | Вірменія             | 2371             | Еліна Даніелян (2433)      | Ліліт Мкртчян (2447)         | Неллі Агінян (2324)         | Сірануш Андріасян (2234)   | Ліліт Галоян (2223)           |
| 8  | Франція              | 2371             | Ельміра Скрипченко (2437)  | Марі Себаг (2438)            | Софі Мільє (2321)           | Роза Лаллеман (2287)       | Енн Мюллер (2169)             |
| 9  | Німеччина            | 2363             | Елізабет Петц (2421)       | Кетеван Кахіані (2416)       | Джессіка Нілл (2323)        | Беттіна Траберт (2291)     | Тіна Міцнер (2286)            |
| 10 | Румунія              | 2361             | Коріна Пептан (2411)       | Крістіна Адела Фойшор (2402) | Габріела Оларашу (2306)     | Адіна-Марія Богза (2325)   | Ана-Крістіна Калотеску (2273) |

## Турнірні таблиці
Підсумкове турнірне становище.

### Чоловіки
| Місце |                    | Країна               | + = −  | Ком. очки | Очки | Дод. показник |
| 1     | Нідерланди         | Нідерланди           | +6=3-0 | 15        | 22   | 191,5         |
| 2     | Ізраїль            | Ізраїль              | +6=2-1 | 14        | 23½  | 179,5         |
| 3     | Франція            | Франція              | +6=1-2 | 13        | 21½  | 184,0         |
| 4     | Греція             | Греція               | +5=3-1 | 13        | 21½  | 166,5         |
| 5     | Україна            | Україна              | +6=-13 | 12        | 23½  | 162,0         |
| 6     | Польща             | Польща               | +4=4-1 | 12        | 21½  | 177,5         |
| 7     | Грузія             | Грузія               | +5=2-2 | 12        | 19½  | 183,5         |
| 8     | Німеччина          | Німеччина            | +4=3-2 | 11        | 20   | 178,5         |
| 9     | Азербайджан        | Азербайджан          | +4=3-2 | 11        | 19½  | 185,5         |
| 10    | Чехія              | Чехія                | +5=1-3 | 11        | 19½  | 179,5         |
| 11    | Югославія          | Сербія та Чорногорія | +5=1-3 | 11        | 19   | 172,0         |
| 12    | Вірменія           | Вірменія             | +4=2-3 | 10        | 23   | 166,0         |
| 13    | Англія             | Англія               | +4=2-3 | 10        | 21   | 159,5         |
| 14    | Росія              | Росія                | +4=2-3 | 10        | 20½  | 167,5         |
| 15    | Швеція             | Швеція-1             | +4=2-3 | 10        | 20   | 149,0         |
| 16    | Румунія            | Румунія              | +4=2-3 | 10        | 19   | 178,5         |
| 17    | Угорщина           | Угорщина             | +4=2-3 | 10        | 19   | 178,0         |
| 18    | Хорватія           | Хорватія             | +5=0-4 | 10        | 19   | 165,0         |
| 19    | Швейцарія          | Швейцарія            | +4=2-3 | 10        | 19   | 162,0         |
| 20    | Словенія           | Словенія             | +4=2-3 | 10        | 18   | 170,5         |
| 21    | Данія              | Данія                | +3=3-3 | 9         | 21½  | 155,5         |
| 22    | Іспанія            | Іспанія              | +4=1-4 | 9         | 19   | 158,5         |
| —     | Швеція             | Швеція-2             | +4=1-4 | 9         | 18   | 160,0         |
| 23    | Фінляндія          | Фінляндія            | +3=2-4 | 8         | 18   | 148,5         |
| 24    | Норвегія           | Норвегія             | +3=2-4 | 8         | 17   | 154,5         |
| 25    | Північна Македонія | Македонія            | +3=2-4 | 8         | 17   | 151,5         |
| 26    | Естонія            | Естонія              | +4=0-5 | 8         | 15   | 170,5         |
| 27    | Австрія            | Австрія              | +3=1-5 | 7         | 17   | 146,0         |
| 28    | Литва              | Литва                | +2=3-4 | 7         | 16½  | 174,0         |
| 29    | Ісландія           | Ісландія             | +3=1-5 | 7         | 17   | 146,0         |
| 30    | Італія             | Італія               | +3=1-5 | 7         | 15½  | 143,5         |
| 31    | Ірландія           | Ірландія             | +2=3-4 | 7         | 15   | 149,5         |
| 32    | Туреччина          | Туреччина            | +3=1-5 | 7         | 15   | 131,0         |
| —     | Швеція             | Швеція-3             | +3=1-5 | 7         | 14½  | 165,5         |
| 33    | Болгарія           | Болгарія             | +1=4-4 | 6         | 17½  | 162,0         |
| 34    | Люксембург         | Люксембург           | +2=2-5 | 6         | 15   | 127,5         |
| 35    | Бельгія            | Бельгія              | +2=2-5 | 6         | 14½  | 144,5         |
| 36    | Шотландія          | Шотландія            | +2=1-6 | 5         | 13½  | 146,0         |
| 37    | Уельс              | Уельс                | +2=0-7 | 4         | 11   | 131,5         |
| 38    | Кіпр               | Кіпр                 | +0=0-9 | 0         | 3½   | 140,5         |

| Місце |            | Країна               | + = −  | Ком. очки | Очки | Дод. показник |
| 1     | Польща     | Польща               | +6=3-0 | 15        | 23   | 185,0         |
| 2     | Грузія     | Грузія               | +5=4-0 | 14        | 21½  | 184,0         |
| 3     | Росія      | Росія                | +5=2-2 | 12        | 22   | 182,0         |
| 4     | Болгарія   | Болгарія             | +4=4-1 | 12        | 21   | 169,5         |
| 5     | Румунія    | Румунія              | +5=1-3 | 11        | 21½  | 163,5         |
| 6     | Вірменія   | Вірменія             | +5=1-3 | 11        | 21   | 167,5         |
| 7     | Україна    | Україна              | +5=1-3 | 11        | 20½  | 187,5         |
| 8     | Угорщина   | Угорщина             | +4=2-3 | 10        | 20   | 169,5         |
| 9     | Югославія  | Сербія та Чорногорія | +3=4-2 | 10        | 19½  | 176,0         |
| 10    | Нідерланди | Нідерланди           | +4=2-3 | 10        | 19½  | 175,5         |
| 11    | Греція     | Греція               | +4=2-3 | 10        | 19   | 171,5         |
| 12    | Ізраїль    | Ізраїль              | +4=2-3 | 10        | 18   | 172,0         |
| 13    | Англія     | Англія               | +3=3-3 | 9         | 20½  | 138,0         |
| 14    | Німеччина  | Німеччина            | +3=3-3 | 9         | 19½  | 164,5         |
| 15    | Литва      | Литва                | +3=3-3 | 9         | 19½  | 159,0         |
| 16    | Франція    | Франція              | +3=3-3 | 9         | 19   | 159,5         |
| 17    | Швеція     | Швеція-1             | +4=1-4 | 9         | 18½  | 151,0         |
| 18    | Словенія   | Словенія             | +3=3-3 | 9         | 17   | 154,5         |
| 19    | Чехія      | Чехія                | +4=0-5 | 8         | 19   | 154,5         |
| 20    | Туреччина  | Туреччина            | +3=2-4 | 8         | 19   | 132,0         |
| 21    | Іспанія    | Іспанія              | +4=0-5 | 8         | 17½  | 171,0         |
| 22    | Хорватія   | Хорватія             | +4=0-5 | 8         | 16   | 14,50         |
| 23    | Швейцарія  | Швейцарія            | +3=0-6 | 6         | 11   | 153,0         |
| —     | Швеція     | Швеція-2             | +2=0-7 | 4         | 11   | 145,0         |
| 24    | Ісландія   | Ісландія             | +0=1-8 | 1         | 7    | 143,5         |
| 25    | Австрія    | Австрія              | +0=1-8 | 1         | 7    | 140,0         |

## Індивідуальні нагороди

### Чоловіки
- Перша шахівниця[3]:

 Петер Хейме Нільсен ( Данія) — 72,2 % (6½ з 9 очок) 

 Петро Свідлер ( Росія) — 68,8 % (5½ з 8 очок) 

 Томі Нюбак ( Фінляндія) — 68,8 % (5½ з 8 очок) 

- Друга шахівниця:

 Младен Палац ( Хорватія) — 72,2 % (6½ з 9 очок)

 Еміль Сутовський ( Ізраїль) — 68,8 % (5½ з 8 очок) 

 Юхан Хелльстен ( Швеція) — 68,8 % (5½ з 8 очок) 

- Третя шахівниця:

 Александр Граф ( Німеччина) — 81,3 % (6½ з 8 очок) 

 Хрістос Банікас ( Греція) — 75,0 % (6 з 8 очок) 

 Олександр Моїсеєнко ( Україна) — 75,0 % (6 з 8 очок) 

- Четверта шахівниця:

 Флоріан Єнні ( Швейцарія) — 81,3 % (6½ з 8 очок) 

 Борис Аврух ( Ізраїль) — 78,6 % (5½ з 7 очок) 

 Мануель Перес Канделаріо ( Іспанія) — 75,0 % (6 з 8 очок) 

- Резервна шахівниця:

 Томаш Марковський ( Польща) — 81,3 % (6½ з 8 очок) 

 Чаба Балог ( Угорщина) — 75,0 % (4½ з 6 очок) 

 Ашот Анастасян ( Вірменія) — 71,4 % (5 з 7 очок) 

#### Шахісти з найкращим перфомансом
Александр Граф ( Німеччина) — 2801 

 Борис Аврух ( Ізраїль) — 2767 

 Лоран Фрессіне ( Франція) — 2762 

### Жінки
- Перша шахівниця[4]:

 Дагне Чюкшіте ( Литва) — 72,2 % (6½ з 9 очок) 

 Майя Чибурданідзе ( Грузія) — 71,4 % (5 з 7 очок) 

 Антоанета Стефанова ( Болгарія) — 68,8 % (5½ з 8 очок) 

- Друга шахівниця:

 Моніка Соцко ( Польща) — 77,8 % (7 з 9 очок) 

 Анжела Борсук ( Ізраїль) — 72,2 % (6½ з 9 очок) 

 Катерина Лагно ( Україна) — 68,8 % (5½ з 8 очок) 

- Третя шахівниця:

 Джессіка Нілл ( Німеччина) — 75,0 % (6 з 8 очок) 

 Емілія Джингарова ( Болгарія) — 72,2 % (6½ з 9 очок)

 Ольга Сікорова ( Чехія) — 72,2 % (6½ з 9 очок)

- Четверта шахівниця:

 Тетяна Косинцева ( Росія) — 81,3 % (6½ з 8 очок) 

 Дейманте Дауліте ( Литва) — 72,2 % (6½ з 9 очок)

 Аніта Гара ( Угорщина) — 68,8 % (5½ з 8 очок)

- Резервна шахівниця:

 Ніколетта Лакос ( Угорщина) — 91,7 % (5½ з 6 очок)

 Ліліт Галоян ( Вірменія) — 87,5 % (7 з 8 очок)

 Аліса Галлямова ( Росія) — 71,4 % (5 з 7 очок) 

#### Шахістки з найкращим перфомансом
Майя Чибурданідзе ( Грузія) — 2610 

 Моніка Соцко ( Польща) —2606 

 Тетяна Косинцева ( Росія) — 2597